# Chromeurytoma miltoni
Chromeurytoma miltoni är en stekelart som först beskrevs av Girault 1931.  Chromeurytoma miltoni ingår i släktet Chromeurytoma och familjen puppglanssteklar. Inga underarter finns listade i Catalogue of Life.